# Neodon nyalamensis
Neodon nyalamensis — вид гризунів родини Cricetidae. Зустрічається тільки в Китаї (Тибет).